# Страмбино
Страмбино (итал. Strambino) — коммуна в Италии, располагается в регионе Пьемонт, в провинции Турин.
Население составляет 6333 человека (2008 г.), плотность населения составляет 274 чел./км². Занимает площадь 22 км². Почтовый индекс — 10019. Телефонный код — 0125.
Покровительницей коммуны почитается Пресвятая Богородица (Maria Incoronata), празднование в последнее воскресенье октября. 

## Демография
Динамика населения:

## Администрация коммуны
- Официальный сайт: http://www.comune.strambino.to.it